# 许德瑗
许德瑗（1900年—1972年8月10日），江西九江人，中国政治学家，社会活动家，教育家。民盟江西省委原主委，江西省政协原副主席。文化大革命受难者。

## 生平
1935年获法国里昂大学（旧译帝雄大学）法学院法学硕士学位。后入德国柏林政治大学财经研究院学习。1935年初，与留德学生朱江户等组织”留德学生抗日联合会”，曾经被捕，后获释。归国后曾任北平大学副教授，河南潢川第五战区抗日青年团政治教官，江西保安司令部政治训练处副处长，英士大学教授。1949年中华人民共和国成立后，曾任江西省人民政府委员会委员，省教育厅厅长，南昌大学教授，江西省第一届政协副主席，第二、三届政协常委。
1946年6月加入中国民主同盟。1949年9月至1959年6月，任中国民主同盟江西省临时工作委员会及江西省第一、二、三届委员会主任委员，第四、五届委员，第一、二届中央委员会委员。在1957年的反右运动中被划为右派，遭到批斗。根据“揭露”的材料，他与时任民盟江西省委副主委刘九峰等组成“许、刘反党集团”，煽动基层组织盟员反对共产党，支持“两院制”，是“章罗联盟”在江西的代理人。许德瑗曾以省教育厅厅长的身份，公开说：“自中央到省委都不懂得办教育。”他还说党对知识分子的政策是“残酷斗争，无情打击”，“共产党的官僚主义要比国民党更危险”。1958年2月27日，江西省人民委员会通过《省人委关于撤销许德瑗等7名右派分子行政职务的决定》，许德瑗被撤销民盟中央委员职务。
文化大革命期间遭到迫害。1972年8月10日在南昌病逝，终年72岁:206。1980年6月，中共江西省委统战部发出《关于许德瑗同志错划右派同意改正的批复》。许德瑗获得平反，恢复名誉。1985年，许德瑗的骨灰被迁葬至南昌市瀛上烈士陵园西面民主人士墓区:188。
许德瑗是全国人大常委会原副委员长許德珩的同胞弟弟。